# Pteropus admiralitatum
Pteropus admiralitatum là một loài động vật có vú trong họ Dơi quạ, bộ Dơi. Loài này được Thomas mô tả năm 1894.

## Hình ảnh

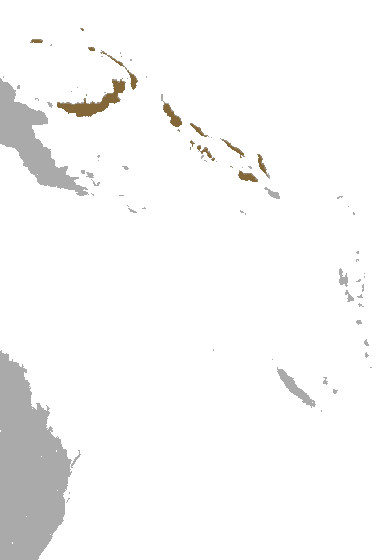